# Marchaty
Marchaty [pronunciación en polaco: /marˈxatɨ/] es un pueblo ubicado en el distrito administrativo de Gmina Białun Rawska, dentro del Distrito de Rawa, Voivodato de Łódź, en Polonia central. Se encuentra aproximadamente a 2 kilómetros al este de Białun Rawska, a 18 kilómetros al este de Rawa Mazowiecka, y a 72 kilómetros al este de la capital regional Łódź.